# Pedro Martínez López
Pedro Martínez López (* 25. April 1797 in Villahoz, Provinz Burgos; † 26. August 1867 in Neuilly-sur-Seine) war ein spanischer Romanist, Hispanist, Grammatiker und Lexikograf.
Martínez López ging 1828 in die Emigration nach Frankreich und verbrachte den größten Teil seines Lebens in Paris. Er trat als Grammatiker und Lexikograf des Spanischen und als Kritiker der entsprechenden Arbeiten von Vicente Salvá hervor und fand deshalb in neuester Zeit Beachtung in der Forschung.

## Werke
- Las Brujas en Zugarramurdi, Bordeaux 1835
- (mit François Maurel)  Diccionario francés-español y español-francés conforme con los mejores diccionarios franceses incluso el de la Academia, Paris 1839–1840 (Autor des französisch-spanischen Teils)
- Principios de la lengua castellana, ó Prueba contra todos los que ostenta D. Vicente Salvá en su Gramática, Paris 1840
- Grammaire pratique de la langue espagnole... à l’usage des Français, Paris 1843
- (mit P. Julián Carrion) Gramática francesa y española, Paris 1845
- Gramática de la lengua castellana... con su tratado completo de puntuación, prosodía, ortografía antigua y moderna, Paris 1847, 1851, 1856
- Los Floroncos de D. Vicente Salva apuntados en español, Paris 1847
- (Hrsg.) Valbuena reformado. Diccionario latino-español... Ileva ademas un vocabulario español-latino, Paris 1851
- Novísimo diccionario de la lengua castellana que comprende la última edición integra de la Academia española, Paris 1854